# Франц Пелікан
Франц Пелікан (нім. Franz Pelikan, 6 листопада 1925, Відень — 21 березня 1994) — австрійський футболіст, що грав на позиції воротаря за клуб «Ваккер» (Відень), а також національну збірну Австрії. По завершенні ігрової кар'єри — тренер.
Чемпіон Австрії. Володар Кубка Австрії. 

## Клубна кар'єра
У футболі дебютував 1946 року виступами за команду «Ваккер» (Відень), кольори якої і захищав протягом усієї своєї кар'єри гравця, що тривала одинадцять років. У першому ж сезоні став чемпіоном Австрії і володарем Кубка Австрії. 

## Виступи за збірну
1947 року дебютував в офіційних матчах у складі національної збірної Австрії. Протягом кар'єри у національній команді провів у її формі 6 матчів, пропустивши 18 голів.
У складі збірної — учасник  футбольного турніру на Олімпійських іграх 1948 року в Лондоні, де виборов разом з командою бронзові нагороди.
Був присутній в заявці збірної на чемпіонаті світу 1954 року у Швейцарії, але на поле не виходив.

## Кар'єра тренера
Розпочав тренерську кар'єру 1976 року, очоливши тренерський штаб клубу «Адміра Ваккер Медлінг», в якому пропрацював один сезон.
У липні 1977 року знов очолив тренерський штаб клубу «Адміра Ваккер Медлінг», на цей раз у тандемі зі Штефаном Ясіолеком. На цей раз пропрацював лише до кінця року.
Помер 21 березня 1994 року на 69-му році життя.

## Титули і досягнення
- Чемпіон Австрії (1):

«Ваккер» (Відень): 1946—1947
- Володар Кубка Австрії (1):

«Ваккер» (Відень): 1946—1947
- Бронзовий призер чемпіонату світу: 1954